# 147 (număr)
147 (o sută patruzeci și șapte) este numărul natural care urmează după 146 și precede pe 148 într-un șir crescător de numere naturale.

## În matematică
147
- Este un număr rotund.[1][2]
- Este un număr centrat icosaedric (cuboctaedric).[3]
- Expresia binară a lui 147 este formată din cele patru combinații de două cifre binare (00, 01, 10 și 11).

## În știință

### În astronomie
- Obiectul NGC 147 din New General Catalogue este o galaxie pitică sferoidală cu o magnitudine 9,5 în constelația Cassiopeia.
- 147 Protogeneia este un asteroid din centura principală, cu o excentricitate mică și o înclinare mică.
- 147P/Kushida-Muramatsu este o cometă periodică din Sistemul Solar.

## În alte domenii
147 se poate referi la:
- Coloana cifrelor din stânga pe tastatura numerică zecimală normală.
- Numărul maxim de puncte care se poate obține în snooker, dacă nu sunt greșeli ale adversarului sau arbitrului.
- Promețiu-147 este un izotop al promețiului cu o perioadă de înjumătățire de 2,62 de ani, folosit ca sursă de radiații beta.
- JWH-147 este un analgezic folosit în cercetarea științifică, unde acționează ca un cannabinoid.